# مسجد باب الكيسة
مسجد باب الكيسة أو مسجد باب غيسة هو مسجد في فاس بالمغرب ويقع قرب باب الكيسة في شمال فاس البالي بالمدينة القديمة.

## التاريخ
بني المسجد في القرن الرابع عشر خلال فترة حكم السلطان المريني أبو الحسن (1331-1351 م). وفي أواخر القرن الثامن عشر، بنى السلطان العلوي محمد بن عبد الله (1757-1790 م) مدرسة مجاورة أثناء ترميم المسجد نفسه وتوسيعه. وبحسب ما ورد تم ترميم المسجد وتعديله بشكل كبير في نهاية القرن التاسع عشر أيضًا.

### أصل تسميته
تم تسمية المسجد على اسم بوابة المدينة التي سميت بدورها على اسم أمير زناتة في القرن الحادي عشر بن دوناس الذي بنى البوابة الأصلية بهذا الاسم.

## هندسة معمارية

### المسجد والمئذنة
يتواجد المسجد في الجزء الشمالي للمدينة القديمة أو فاس البالي بالقرب من باب الكيسة الذي يحمل نفس الاسم. على الجانب الشرقي للمسجد، بجانب قاعدة المئذنة، يوجد المدخل الرئيسي للمسجد الذي تم تزيينه بزخارف مغربية. ويشغل المسجد مساحة تبلغ حوالي 1440 مترًا مربعًا ويقع داخل بوابة المدينة الشمالية. ونتيجة لذلك تظهر مئذنة المسجد بارزة في الأفق الشمالي للمدينة القديمة. هاته مئذنة بسيطة وغير مزخرفة.

### المدرسة
توجد بجوار المسجد مدرسة للدراسات الدينية تعود إلى القرن الثامن عشر. يتم الوصول إليها من خلال باب في الجدار الشمالي للمسجد لكن المبنى يقع على الجانب الغربي أو الجنوبي الغربي للمسجد. تتكون المدرسة من طابقين حول فناء طويل بطول 22 مترًا و 4.8 متر مع نافورة مركزية.
المدرسة غير مزخرفة على عكس المدارس الأكثر شهرة في المدينة مثل المدرسة البوعنانية ومدرسة الشراطين. وتنعقد ندوات للتدريس في المدرسة وفي بداية القرن العشرين، كانت المدرسة تأوي 40-60 طالبًا، معظمهم من المناطق الجبلية القريبة في المغرب. لا تزال المدرسة اليوم قيد الاستخدام.

## معرض صور

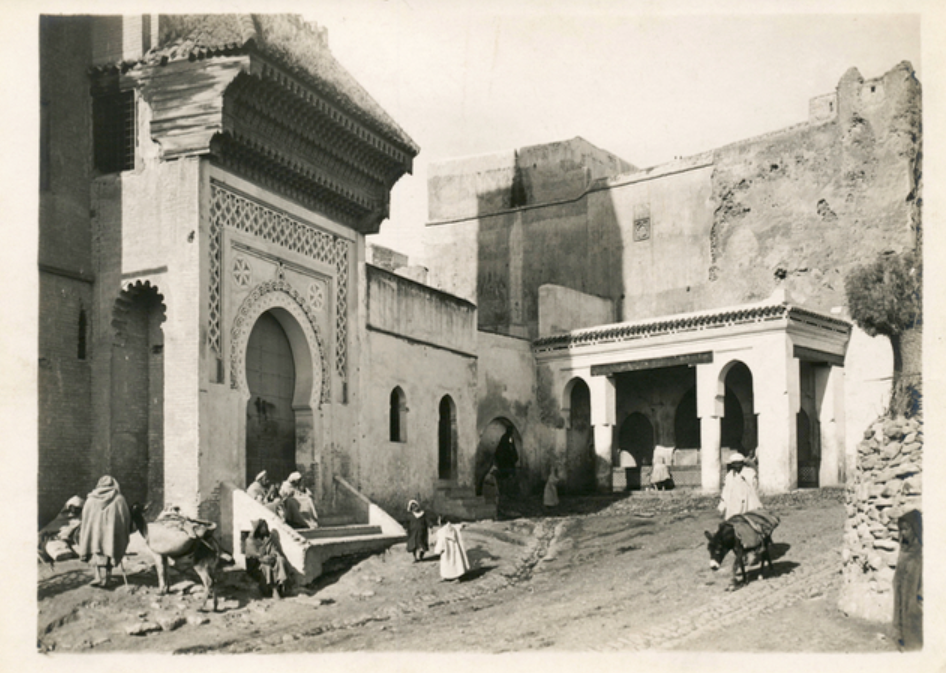
باب مسجد باب الكيسة سنة 1920
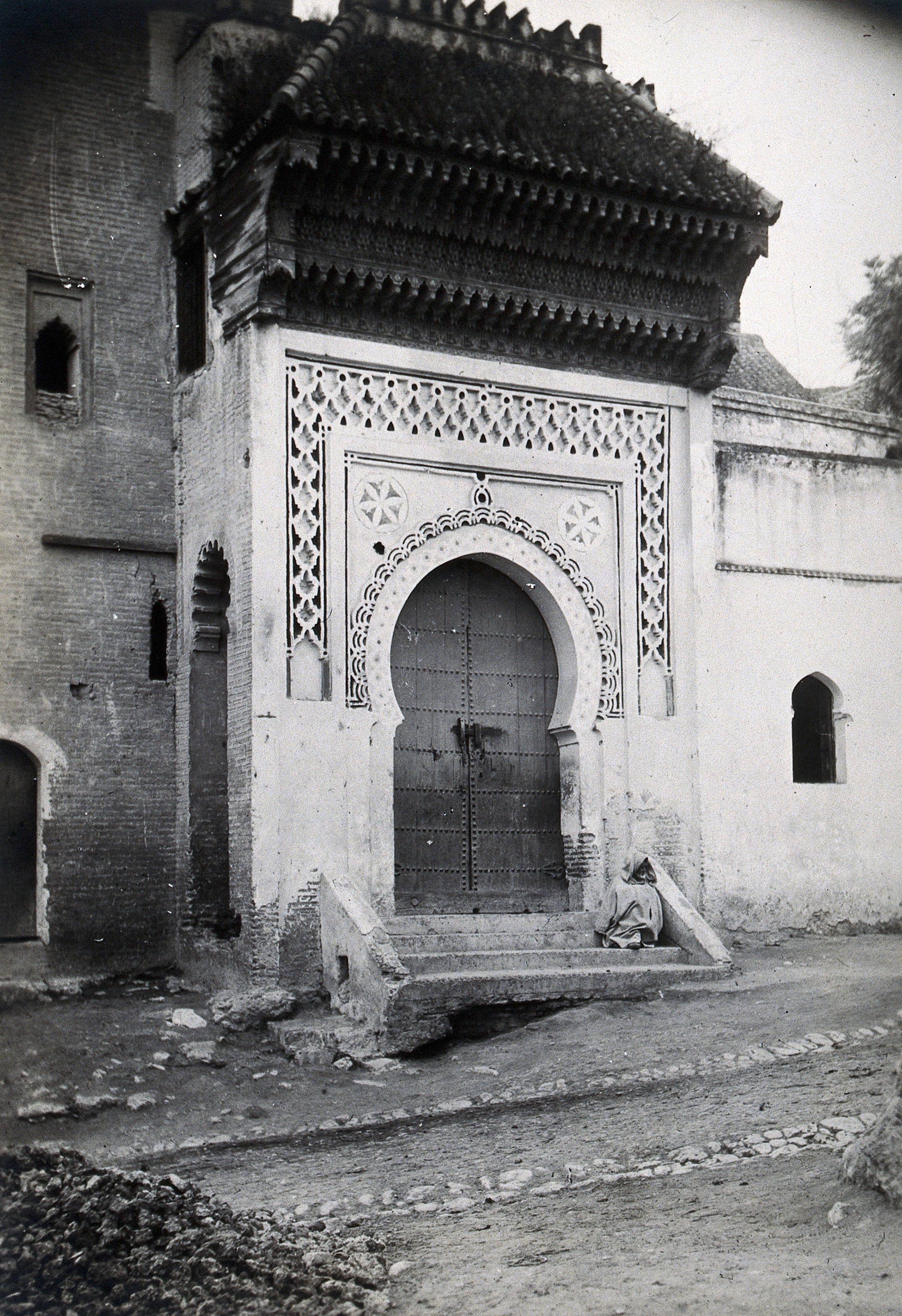
باب مسجد باب الكيسة سنة 1922
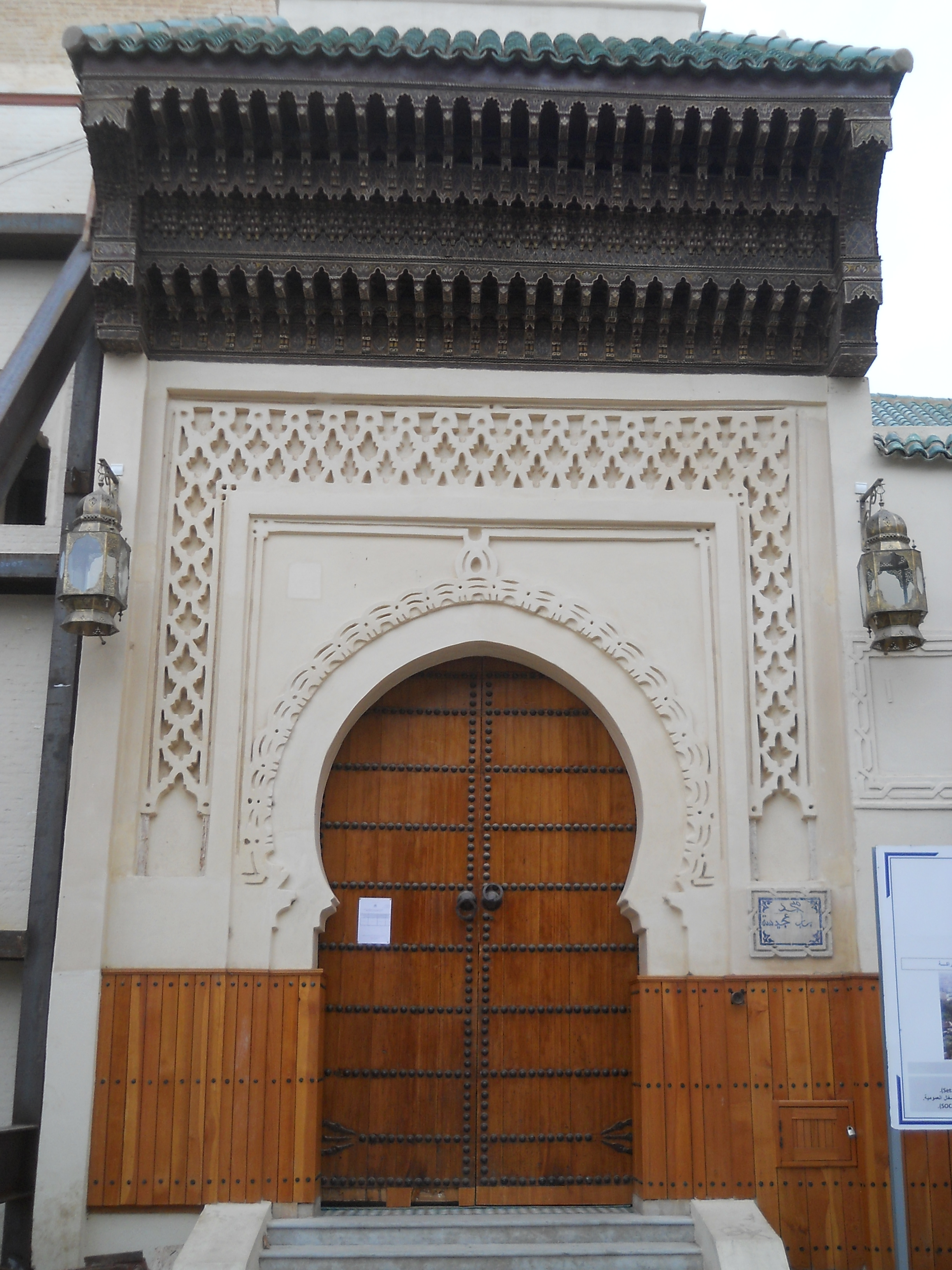
باب مسجد باب الكيسة سنة 2015